# Milesia nigriventris
Milesia nigriventris är en tvåvingeart som beskrevs av He och Chu 1994. Milesia nigriventris ingår i släktet Milesia och familjen blomflugor. Inga underarter finns listade i Catalogue of Life.